# Morti l'11 ottobre
| Questa pagina contiene informazioni ricavate automaticamente dalle voci biografiche con l'ausilio del template Bio e di un bot. L'aggiornamento è periodico e automatico e ricostruisce completamente la pagina. Se manca una persona in questa lista, sei pregato di non aggiungerla, ma accertati piuttosto che la sua voce biografica contenga il template Bio e che i dati anagrafici siano correttamente compilati. Se il template Bio manca, inseriscilo tu stesso o, in alternativa, metti l'avviso {{tmp\|Bio}} che ne segnala la mancanza. Se i dati riportati sono sbagliati, correggi direttamente la voce biografica; le modifiche saranno visibili in questa lista entro pochi giorni. Per chiarimenti vedi il progetto biografie. La lista contiene solo le 460 persone che sono citate nell'enciclopedia e per le quali è stato implementato correttamente il template Bio. Pagina aggiornata al 17 ago 2025. |

## VIII secolo(1)
- 774 - Gummaro, santo franco

## X secolo(1)
- 965 - Bruno I di Colonia, vescovo e santo tedesco (n. 925)

## XI secolo(1)
- 1086 - Sima Guang, storico, funzionario e politico cinese (n. 1019)

## XII secolo(3)
- 1159 - Guglielmo I di Boulogne, conte
- 1188 - Roberto I di Dreux, francese
- 1196 - Meinardo di Riga, monaco cristiano e vescovo cattolico lettone (n. 1134)

## XIV secolo(7)
- 1303 - Papa Bonifacio VIII, papa e cardinale italiano
- 1304 - Corrado II di Slesia, patriarca cattolico tedesco (n. 1260)
- 1307 - Caterina I di Courtenay, sovrana (n. 1274)
- 1322 - Agnese d'Asburgo, nobildonna tedesca (n. 1257)
- 1347 - Ludovico il Bavaro, sovrano (n. 1282)
- 1356 - Pasteur de Sarrats, cardinale e arcivescovo cattolico francese
- 1396 - Andrea da Faenza, architetto, religioso e presbitero italiano (n. 1319)

## XV secolo(5)
- 1424 - Jan Žižka, generale ceco
- 1461 - Giorgio Fieschi, cardinale e arcivescovo cattolico italiano
- 1468 - Pigello Portinari, banchiere e imprenditore italiano (n. 1421)
- 1491 - Giacomo da Ulma, beato tedesco (n. 1407)
- 1493 - Eleonora d'Aragona, principessa italiana (n. 1450)

## XVI secolo(10)
- 1505 - Giovanni II di Monaco, monegasco (n. 1468)
- 1517 - Gian Giordano Orsini, nobile e condottiero italiano
- 1531 - Ulrico Zwingli, teologo e militare svizzero (n. 1484)
- 1542 - Thomas Wyatt, poeta e diplomatico inglese (n. 1503)
- 1546 - Simone Napoli da Calascibetta, religioso italiano
- 1564 - Martin Borrhaus, umanista e teologo tedesco (n. 1499)
- 1579 - Sokollu Mehmed Pascià, politico e generale ottomano
- 1592 - Alessandro Sauli, vescovo cattolico, religioso e teologo italiano (n. 1534)
- 1593 - Francesco d'Afflitto, vescovo cattolico italiano
- 1598 - Joachim Camerarius il Giovane, medico, botanico e naturalista tedesco (n. 1534)

## XVII secolo(15)
- 1608 - Ambrogio Figino, pittore italiano (n. 1553)
- 1608 - Abraham Gorlaeus, antiquario olandese (n. 1549)
- 1616 - Pompeo Giustiniani, condottiero e scrittore italiano (n. 1569)
- 1621 - Dirk Hartog, marinaio e esploratore olandese (n. 1580)
- 1632 - Martin Ryckaert, pittore fiammingo (n. 1587)
- 1648 - Giorgio I Rákóczi, principe (n. 1593)
- 1657 - Filippo Malabayla, religioso e storico italiano (n. 1580)
- 1667 - Mattias de' Medici, nobile e militare italiano (n. 1613)
- 1670 - Louis Le Vau, architetto francese (n. 1612)
- 1678 - Willem Schellinks, pittore, incisore e poeta olandese
- 1691 - Israel Silvestre, incisore, insegnante e editore francese (n. 1621)
- 1697 - Stefano degli Angeli, matematico e filosofo italiano (n. 1623)
- 1697 - Enrico VI di Reuss-Greiz, nobile tedesco (n. 1649)
- 1698 - Merfizonlu Hacı Ali Pascià, politico ottomano
- 1698 - William Molyneux, scienziato e scrittore irlandese (n. 1656)

## XVIII secolo(20)
- 1705 - Guillaume Amontons, fisico francese (n. 1663)
- 1708 - Ehrenfried Walther von Tschirnhaus, matematico e inventore tedesco (n. 1651)
- 1721 - Edward Colston, mercante, filantropo e politico britannico (n. 1636)
- 1731 - John Craig, matematico e teologo scozzese (n. 1663)
- 1740 - Maddalena Augusta di Anhalt-Zerbst, nobile (n. 1679)
- 1748 - Manuel de Benavides y Aragón, diplomatico e politico spagnolo (n. 1682)
- 1750 - Jean-Baptiste Joseph Languet de Gergy, presbitero francese (n. 1674)
- 1751 - Bartolomeo Rota, mercante e nobile italiano (n. 1668)
- 1760 - George Murray, generale scozzese (n. 1694)
- 1770 - Carlotta Amalia Guglielmina di Schleswig-Holstein-Sonderburg-Plön, principessa tedesca (n. 1744)
- 1776 - Jan Křtitel Jiří Neruda, compositore e violinista ceco
- 1778 - Saliha Sultan, principessa ottomana (n. 1715)
- 1779 - Francesco D'Adda, nobile e politico italiano (n. 1726)
- 1779 - Kazimierz Pułaski, generale polacco (n. 1745)
- 1785 - Paolo Tommaso Alberghi, violinista e compositore italiano (n. 1716)
- 1790 - Marmaduke Tunstall, ornitologo, botanico e naturalista britannico (n. 1743)
- 1791 - Pasquale Navone, scultore italiano (n. 1746)
- 1791 - Giovanni Francesco Salvemini, matematico e astronomo italiano (n. 1709)
- 1793 - Raniero Finocchietti, cardinale italiano (n. 1715)
- 1793 - Giovanni Carlo Vincenzo Giovio, arcivescovo cattolico italiano (n. 1729)

## XIX secolo(50)
- 1801 - André Michaux, botanico e esploratore francese (n. 1746)
- 1803 - Aleksandr Matveevič Dmitriev-Mamonov, diplomatico russo (n. 1758)
- 1803 - Henry Somerset, V duca di Beaufort, nobile inglese (n. 1744)
- 1808 - John Page, politico statunitense (n. 1744)
- 1809 - Meriwether Lewis, esploratore statunitense (n. 1774)
- 1811 - Giuseppe Manzoni, presbitero, scrittore e poeta italiano (n. 1742)
- 1812 - Francesco Pignatelli, marchese di Laino, generale e politico italiano (n. 1734)
- 1813 - Robert Kerr, saggista e traduttore scozzese (n. 1755)
- 1821 - Nicolas Céard, ingegnere francese (n. 1745)
- 1822 - Louis-Pierre Deseine, scultore francese (n. 1749)
- 1824 - Anna Michajlovna Volkonskaja, nobildonna russa (n. 1749)
- 1824 - Maria Anna di Savoia, principessa (n. 1757)
- 1828 - Eliezer Papo, rabbino ottomano (n. 1786)
- 1836 - Giacomo Raffaelli, artista italiano (n. 1753)
- 1836 - Melchor Aymerich, militare spagnolo (n. 1754)
- 1837 - Samuel Wesley, organista, compositore e direttore di coro inglese (n. 1766)
- 1839 - Leonor de Almeida Portugal, poetessa e nobildonna portoghese (n. 1750)
- 1842 - Anna Aleksandrovna Bagrationi, principessa georgiana (n. 1763)
- 1842 - Wilibald Swibert Joseph Gottlieb von Besser, botanico austriaco (n. 1784)
- 1842 - Joseph Desha, politico statunitense (n. 1768)
- 1843 - Alessandro Giustiniani, cardinale e arcivescovo cattolico italiano (n. 1778)
- 1850 - Luisa d'Orléans, regina francese (n. 1812)
- 1851 - Luigi Dottesio, patriota italiano (n. 1814)
- 1852 - Gotthold Eisenstein, matematico tedesco (n. 1823)
- 1857 - Francesco de' Medici di Ottajano, cardinale italiano (n. 1808)
- 1857 - Jean-Pierre Thénot, pittore francese (n. 1803)
- 1859 - Guglielmo di Baden, nobile (n. 1792)
- 1860 - Ludovico Prosseda, pittore e incisore italiano (n. 1780)
- 1861 - Elizabeth Denison, britannica (n. 1769)
- 1862 - Dietrich Georg von Kieser, medico tedesco (n. 1779)
- 1865 - Jules Isaïe Benoit, fotografo canadese (n. 1830)
- 1865 - Pietro Bernardini, architetto italiano (n. 1799)
- 1867 - Natalicio Talavera, giornalista e poeta paraguaiano (n. 1839)
- 1878 - Félix Dupanloup, vescovo cattolico francese (n. 1802)
- 1878 - Orso Bianco, nativo americano
- 1883 - Antonio Tiraboschi, linguista e storico italiano (n. 1838)
- 1887 - Paulos Lampros, numismatico greco (n. 1820)
- 1887 - Maria Soledad Torres Acosta, religiosa e infermiera spagnola (n. 1826)
- 1887 - Giuseppe Triolo, patriota e nobile italiano (n. 1816)
- 1889 - James Prescott Joule, fisico inglese (n. 1818)
- 1893 - Barthélemy Menn, pittore svizzero (n. 1815)
- 1893 - Arcangelo Scacchi, mineralogista, geologo e vulcanologo italiano (n. 1810)
- 1895 - Salvatore Castiglia, marinaio, diplomatico e patriota italiano (n. 1819)
- 1895 - Jaswant Singh II, principe indiano (n. 1838)
- 1896 - Bohuslaw Chotek von Chotkow, nobile e diplomatico boemo (n. 1829)
- 1896 - Anton Bruckner, compositore austriaco (n. 1824)
- 1896 - Edward White Benson, arcivescovo anglicano inglese (n. 1829)
- 1897 - Domenico Bartoli, politico, magistrato e avvocato italiano (n. 1823)
- 1897 - Léon Boëllmann, organista e compositore francese (n. 1862)
- 1899 - Hamilton Castner, chimico statunitense (n. 1858)

## XX secolo(225)
- 1901 - Lloyd Mathews, militare e politico britannico (n. 1850)
- 1902 - Charles Maries, botanico inglese (n. 1851)
- 1903 - Eugenio Carlo Valussi, vescovo cattolico italiano (n. 1837)
- 1905 - Diego Marongiu, giurista, politico e arcivescovo cattolico italiano (n. 1819)
- 1911 - Riccardo Brayda, architetto e ingegnere italiano (n. 1849)
- 1911 - Constant Moyaux, architetto e pittore francese (n. 1835)
- 1912 - Tommaso Terrinoni, presbitero italiano (n. 1840)
- 1913 - Gerolamo Emilio Gerini, militare italiano (n. 1860)
- 1915 - Onofrio Abbate, medico, naturalista e scrittore italiano (n. 1824)
- 1915 - Paul Eyschen, politico lussemburghese (n. 1841)
- 1915 - Jean-Henri Fabre, entomologo e naturalista francese (n. 1823)
- 1917 - August von Froriep, anatomista tedesco (n. 1849)
- 1917 - Carl Frithjof Smith, pittore norvegese (n. 1859)
- 1917 - Filippo di Württemberg, principe (n. 1838)
- 1918 - Henri Tauzin, ostacolista francese (n. 1879)
- 1921 - Đorđe Simić, politico e diplomatico serbo (n. 1843)
- 1922 - Augusto Leopoldo di Sassonia-Coburgo-Koháry, nobile brasiliano (n. 1867)
- 1926 - Albert Robida, scrittore, illustratore e giornalista francese (n. 1848)
- 1927 - Michele Gennaro di Braganza, nobile (n. 1853)
- 1928 - Marion Adams-Acton, scrittrice e drammaturga britannica (n. 1846)
- 1928 - Giovanni Martinotti, patologo italiano (n. 1857)
- 1928 - Antonio Carlo dall'Acqua, architetto e letterato italiano (n. 1838)
- 1929 - Reginald Brabazon, XII conte di Meath, diplomatico e filantropo irlandese (n. 1841)
- 1930 - Luigi Fulci, avvocato e politico italiano (n. 1872)
- 1931 - Luigi Barbieri, calciatore italiano (n. 1887)
- 1931 - Emilio Borsa, pittore e incisore italiano (n. 1857)
- 1931 - Hanns Hörbiger, ingegnere, scrittore e astronomo austriaco (n. 1860)
- 1932 - Kuno Klebelsberg, politico ungherese (n. 1875)
- 1933 - Alfred Dührssen, ginecologo tedesco (n. 1862)
- 1933 - Ernest Friedrich Gilg, botanico tedesco (n. 1867)
- 1933 - Ottavio Palombaro, imprenditore italiano (n. 1861)
- 1935 - John Lancaster, attore statunitense (n. 1857)
- 1935 - Samuel Peploe, pittore scozzese (n. 1871)
- 1935 - Edouard Trebaol, attore statunitense (n. 1904)
- 1936 - Angelo Filippetti, medico, politico e esperantista italiano (n. 1866)
- 1936 - Primo Lagasi, notaio e politico italiano (n. 1853)
- 1937 - Alceo Dossena, scultore e falsario italiano (n. 1878)
- 1938 - Hugo Reichenberger, direttore d'orchestra e compositore tedesco (n. 1873)
- 1939 - Polaire, cantante, attrice teatrale e attrice cinematografica francese (n. 1874)
- 1940 - Arnold von Biegeleben, militare tedesco (n. 1883)
- 1940 - John Devey, calciatore, crickettista e dirigente sportivo inglese (n. 1866)
- 1940 - Charles Ogle, attore statunitense (n. 1865)
- 1940 - Adolf von Trotha, ammiraglio tedesco (n. 1868)
- 1940 - Vito Volterra, matematico, fisico e politico italiano (n. 1860)
- 1941 - Erich Altosaar, cestista, pallavolista e calciatore estone (n. 1908)
- 1941 - Charles Treat, generale statunitense (n. 1859)
- 1942 - Lorenzo Bardelli, oculista e politico italiano (n. 1869)
- 1942 - Leonid Vladimirovič Nikolaev, pianista, compositore e docente sovietico (n. 1878)
- 1942 - Augusta Rasponi del Sale, artista italiana (n. 1864)
- 1943 - Louis Balbach, tuffatore statunitense (n. 1896)
- 1943 - Madeleine Charnaux, scultrice e aviatrice francese (n. 1902)
- 1943 - Gerda Holmes, attrice statunitense (n. 1891)
- 1943 - Ettore Ovazza, banchiere, imprenditore e saggista italiano (n. 1892)
- 1944 - Józef Kałuża, allenatore di calcio e calciatore polacco (n. 1896)
- 1945 - Jean Hérold-Paquis, politico e giornalista francese (n. 1912)
- 1945 - Viktor Schmieden, chirurgo tedesco (n. 1874)
- 1946 - Ivan Hitrec, allenatore di calcio e calciatore jugoslavo (n. 1911)
- 1947 - Thomas Inskip, politico inglese (n. 1876)
- 1948 - André Bloch, matematico francese (n. 1893)
- 1949 - Albert H. Rausch, scrittore e poeta tedesco (n. 1882)
- 1950 - Álvaro Figueroa y Torres, politico e imprenditore spagnolo (n. 1863)
- 1950 - Pauline Lord, attrice statunitense (n. 1890)
- 1950 - Wally O'Connor, nuotatore e pallanuotista statunitense (n. 1903)
- 1950 - Friedrich Ranke, filologo tedesco (n. 1882)
- 1950 - Thierry Sandre, scrittore, poeta e saggista francese (n. 1891)
- 1950 - Wilhelm Schmieger, calciatore austriaco (n. 1887)
- 1950 - Edwin Sutherland, criminologo statunitense (n. 1883)
- 1951 - Giovanni Scatturin, canottiere italiano (n. 1893)
- 1952 - Jack Conway, regista, produttore cinematografico e attore statunitense (n. 1887)
- 1953 - James Earle Fraser, scultore e medaglista statunitense (n. 1876)
- 1954 - Theodore Lyman, fisico statunitense (n. 1874)
- 1955 - Marcel Roland, scrittore e naturalista francese (n. 1879)
- 1956 - Antonio Calegari, militare, scrittore e marittimo italiano (n. 1898)
- 1956 - Léon Martin, ciclista su strada belga (n. 1897)
- 1957 - René Auberjonois, pittore svizzero (n. 1872)
- 1957 - Hans Hagen, allenatore di calcio e calciatore tedesco (n. 1894)
- 1957 - Domenico Menna, arcivescovo cattolico italiano (n. 1875)
- 1957 - József Rády, schermidore ungherese (n. 1884)
- 1957 - Eugenio Testa, attore, regista e produttore cinematografico italiano (n. 1892)
- 1958 - Johannes Robert Becher, poeta e politico tedesco (n. 1891)
- 1958 - Giovanni Bocchio, calciatore italiano (n. 1914)
- 1958 - Max Friedländer, storico dell'arte tedesco (n. 1867)
- 1958 - Osvaldo Licini, pittore e scrittore italiano (n. 1894)
- 1958 - Ottavio Rolle, generale italiano (n. 1893)
- 1958 - Maurice de Vlaminck, pittore francese (n. 1876)
- 1959 - Bert Bell, allenatore di football americano e dirigente sportivo statunitense (n. 1895)
- 1959 - Louis Page, calciatore e allenatore di calcio inglese (n. 1899)
- 1959 - Oswald Pirow, politico sudafricano (n. 1890)
- 1959 - Yitzchak Zev Soloveitchik, rabbino e educatore bielorusso (n. 1886)
- 1960 - Emanuele Beraudo di Pralormo, generale e cavaliere italiano (n. 1887)
- 1960 - Richard Cromwell, attore statunitense (n. 1910)
- 1961 - Wallace Lupino, attore e sceneggiatore britannico (n. 1898)
- 1961 - Chico Marx, comico, attore e pianista statunitense (n. 1887)
- 1961 - Dagmar di Danimarca, principessa danese (n. 1890)
- 1962 - Émile Poilvé, lottatore francese (n. 1903)
- 1962 - Erich von Tschermak, agronomo austriaco (n. 1871)
- 1963 - Jean Cocteau, poeta, saggista e drammaturgo francese (n. 1889)
- 1964 - Franco Patria, pilota automobilistico e pilota di rally italiano (n. 1943)
- 1964 - Alphonsus Verwimp, missionario e vescovo cattolico belga (n. 1885)
- 1965 - Roberto Cherro, calciatore argentino (n. 1907)
- 1965 - Dorothea Lange, fotografa statunitense (n. 1895)
- 1965 - Hans Nielsen, attore e doppiatore tedesco (n. 1911)
- 1965 - Walther Stampfli, politico svizzero (n. 1884)
- 1965 - Franco Villani, produttore cinematografico italiano (n. 1918)
- 1966 - Wunibald Kamm, ingegnere e designer tedesco (n. 1893)
- 1966 - Roger Sherman Loomis, medievista statunitense (n. 1887)
- 1966 - Massimo Pianforini, attore italiano (n. 1890)
- 1967 - Ugo Costamagna, generale italiano (n. 1894)
- 1967 - Henri Guérin, schermidore francese (n. 1905)
- 1967 - Stanley Morison, tipografo britannico (n. 1889)
- 1967 - Halina Poświatowska, poetessa polacca (n. 1935)
- 1968 - Émile Demangel, pistard francese (n. 1882)
- 1968 - Joseph Lanza, mafioso italiano (n. 1904)
- 1968 - George White, produttore teatrale statunitense (n. 1892)
- 1969 - Enrique Ballestrero, calciatore uruguaiano (n. 1905)
- 1969 - John English, regista e montatore britannico (n. 1903)
- 1969 - Kazimierz Sosnkowski, politico e generale polacco (n. 1885)
- 1970 - Kiichiro Higuchi, generale giapponese (n. 1888)
- 1970 - Andrija Kujundžić, calciatore jugoslavo (n. 1899)
- 1971 - Chester Conklin, attore statunitense (n. 1886)
- 1971 - Maria de Maria, scrittrice e poetessa italiana (n. 1918)
- 1971 - Lewis B. Puller, generale statunitense (n. 1898)
- 1971 - Rudolf Wittkower, storico dell'architettura, storico dell'arte e saggista tedesco (n. 1901)
- 1972 - Paul Ricca, mafioso italiano (n. 1897)
- 1972 - Florencio Sarasíbar, calciatore argentino (n. 1895)
- 1973 - Roberto Arcaleni, musicista italiano (n. 1883)
- 1973 - Walter Audisio, partigiano e politico italiano (n. 1909)
- 1974 - Giorgio Bardanzellu, ufficiale, avvocato e politico italiano (n. 1888)
- 1974 - Friedrich Golling, schermidore austriaco (n. 1883)
- 1976 - Mario Bernasconi, generale e aviatore italiano (n. 1892)
- 1976 - Connee Boswell, cantante statunitense (n. 1907)
- 1976 - Alfredo Bracchi, paroliere, regista e commediografo italiano (n. 1897)
- 1976 - Adelmo Damerini, musicologo e compositore italiano (n. 1880)
- 1976 - Herbert Hirth, calciatore tedesco (n. 1884)
- 1976 - João Bosco Burnier, religioso brasiliano (n. 1917)
- 1977 - Jean Duvieusart, politico belga (n. 1900)
- 1977 - MacKinlay Kantor, scrittore, sceneggiatore e giornalista statunitense (n. 1904)
- 1977 - El-Sayed Nosseir, sollevatore egiziano (n. 1905)
- 1977 - Ibrahim al-Hamdi, militare e politico yemenita (n. 1943)
- 1978 - Goodloe Byron, politico, militare e avvocato statunitense (n. 1929)
- 1978 - Andrea Milani, calciatore italiano (n. 1919)
- 1978 - Alfredo Paolella, antropologo e medico italiano (n. 1928)
- 1979 - Giuseppe Marchetti Longhi, archeologo italiano (n. 1884)
- 1979 - Andrej Andreevič Markov, matematico sovietico (n. 1903)
- 1980 - Santo Bergamo, vescovo cattolico italiano (n. 1909)
- 1980 - Maurice Blomme, ciclista su strada e pistard belga (n. 1926)
- 1982 - Elías Castelnuovo, scrittore, poeta e saggista uruguaiano (n. 1893)
- 1982 - Armando Di Natale, mafioso italiano (n. 1941)
- 1982 - Andrea Minasso, ciclista su strada italiano (n. 1910)
- 1983 - Franco Imposimato, sindacalista italiano (n. 1939)
- 1983 - Aldo Settimio Boni, poeta e inventore italiano (n. 1920)
- 1983 - Fay Tincher, attrice statunitense (n. 1884)
- 1984 - Manuel Alonso, tennista spagnolo (n. 1895)
- 1984 - Guido Carrer, pittore italiano (n. 1902)
- 1984 - Wilhelm Fredemann, scrittore e pedagogo tedesco (n. 1897)
- 1984 - Gertrud Fridh, attrice svedese (n. 1921)
- 1984 - H. Bruce Humberstone, regista statunitense (n. 1901)
- 1986 - Georges Dumézil, storico delle religioni, linguista e filologo francese (n. 1898)
- 1986 - David Hand, animatore, regista e produttore cinematografico statunitense (n. 1900)
- 1986 - Paul Rudolf Henning, architetto tedesco (n. 1886)
- 1986 - Boris Leven, scenografo russo (n. 1908)
- 1987 - Uwe Barschel, politico tedesco (n. 1944)
- 1987 - Eske Brun, politico danese (n. 1904)
- 1987 - Enrico Buonafede, compositore e direttore d'orchestra italiano (n. 1920)
- 1987 - Ernie Fortney, cestista statunitense (n. 1915)
- 1987 - Alfred Kieffer, calciatore lussemburghese (n. 1904)
- 1987 - Ezio Meneghello, calciatore italiano (n. 1919)
- 1987 - Jaime Pardo Leal, politico, avvocato e sindacalista colombiano (n. 1941)
- 1987 - Erich Peter, generale tedesco (n. 1919)
- 1988 - Renato Candida, carabiniere italiano (n. 1916)
- 1988 - Buck Clarke, percussionista statunitense (n. 1933)
- 1988 - Morgan Farley, attore statunitense (n. 1898)
- 1988 - Bonita Granville, attrice statunitense (n. 1923)
- 1988 - Max Imdahl, storico dell'arte tedesco (n. 1925)
- 1988 - Guido Monzino, alpinista e esploratore italiano (n. 1928)
- 1988 - Red Owens, cestista e allenatore di pallacanestro statunitense (n. 1925)
- 1988 - Hugh Percy, X duca di Northumberland, nobile e ufficiale inglese (n. 1914)
- 1988 - Giuseppe Tonucci, ciclista su strada italiano (n. 1938)
- 1989 - Marion King Hubbert, geofisico statunitense (n. 1903)
- 1989 - Carlo Marangon, musicista, compositore e cantautore italiano (n. 1945)
- 1989 - Lorenzo Quaglietti, critico cinematografico e saggista italiano (n. 1922)
- 1989 - Paul Shenar, attore, regista teatrale e insegnante statunitense (n. 1936)
- 1990 - Anatole Broyard, scrittore, critico letterario e editore statunitense (n. 1920)
- 1990 - Mario Cuomo, mafioso italiano (n. 1960)
- 1990 - Luigi Gallanti, calciatore italiano (n. 1917)
- 1990 - Adri van Male, calciatore olandese (n. 1910)
- 1990 - Ken Spain, cestista statunitense (n. 1946)
- 1990 - Robert Tessier, attore statunitense (n. 1934)
- 1991 - Narcís de Carreras, avvocato spagnolo (n. 1905)
- 1991 - Pietro Ferraris, calciatore italiano (n. 1912)
- 1991 - Hugo Lamanna, calciatore e allenatore di calcio argentino (n. 1913)
- 1991 - Redd Foxx, attore, comico e cantante statunitense (n. 1922)
- 1991 - Josip Takač, calciatore jugoslavo (n. 1919)
- 1993 - Alexandra Hay, attrice e modella statunitense (n. 1947)
- 1993 - Léon-Paul Ménard, ciclista su strada francese (n. 1946)
- 1993 - Jess Thomas, tenore statunitense (n. 1927)
- 1994 - Bruno Capponi, politico italiano (n. 1920)
- 1994 - Frank McGuire, cestista e allenatore di pallacanestro statunitense (n. 1914)
- 1994 - Nic Jonk, scultore olandese (n. 1928)
- 1994 - Ilario Rossi, pittore e incisore italiano (n. 1911)
- 1995 - Huang Yijun, direttore d'orchestra e compositore cinese (n. 1915)
- 1996 - Lars Ahlfors, matematico finlandese (n. 1907)
- 1996 - Giuseppe De Meo, statistico italiano (n. 1906)
- 1996 - Roberto Ferrari, schermidore italiano (n. 1923)
- 1996 - Roger Lapébie, ciclista su strada e pistard francese (n. 1911)
- 1996 - Renato Russo, cantautore, musicista e compositore brasiliano (n. 1960)
- 1996 - William Vickrey, economista canadese (n. 1914)
- 1996 - Yeshwantrao Ghorpade, principe indiano (n. 1908)
- 1997 - Paul Doughty Bartlett, chimico statunitense (n. 1907)
- 1997 - Marino Bon, calciatore italiano (n. 1910)
- 1997 - Giacinto Bosco, politico italiano (n. 1905)
- 1997 - Paolo Capovilla, pittore, regista e attore italiano (n. 1945)
- 1997 - Julij Osipovič Chmel'nickij, regista cinematografico sovietico (n. 1904)
- 1997 - Lina Gennari, cantante e attrice italiana (n. 1911)
- 1997 - Käthe Gold, attrice austriaca (n. 1907)
- 1997 - Ivan Jarygin, lottatore sovietico (n. 1948)
- 1999 - Galina Bystrova, multiplista e ostacolista sovietica (n. 1934)
- 1999 - Leo Lionni, pittore, scrittore e illustratore statunitense (n. 1910)
- 1999 - Jozef Medový, presbitero slovacco (n. 1926)
- 1999 - Mario Peressin, arcivescovo cattolico italiano (n. 1923)
- 1999 - Amedeo Rotondi, scrittore e filosofo italiano (n. 1908)
- 1999 - Oscar Valicelli, attore argentino (n. 1915)
- 2000 - Donald Dewar, politico scozzese (n. 1937)
- 2000 - Matija Ljubek, canoista jugoslavo (n. 1953)
- 2000 - Pietro Palazzini, cardinale italiano (n. 1912)

## XXI secolo(121)
- 2001 - Franco Committeri, produttore cinematografico italiano (n. 1924)
- 2001 - Beni Montresor, scenografo, regista e illustratore italiano (n. 1926)
- 2002 - Dina Pathak, attrice indiana (n. 1922)
- 2002 - Stan Wagner, hockeista su ghiaccio canadese (n. 1908)
- 2002 - Rusty Wailes, canottiere statunitense (n. 1936)
- 2003 - Paolo Bozzi, psicologo, filosofo e musicista italiano (n. 1930)
- 2003 - Omero Capanna, attore e stuntman italiano (n. 1942)
- 2003 - Danilo Colombo, allenatore di calcio e calciatore italiano (n. 1935)
- 2003 - Mario Scalise, iamatologo, traduttore e critico letterario italiano (n. 1924)
- 2004 - Bobby Cook, cestista statunitense (n. 1923)
- 2004 - Girolamo Federici, politico e partigiano italiano (n. 1926)
- 2004 - Nicholas Gordon-Lennox, diplomatico britannico (n. 1931)
- 2004 - Peter Kerr, XII marchese di Lothian, politico scozzese (n. 1922)
- 2004 - Mary Loos, sceneggiatrice e produttrice cinematografica statunitense (n. 1910)
- 2004 - Anne-Marie Meyer, saggista e storica tedesca (n. 1919)
- 2004 - Fernando Sabino, scrittore e giornalista brasiliano (n. 1923)
- 2005 - Sergio Citti, regista e sceneggiatore italiano (n. 1933)
- 2005 - Vincenzo Gatto, politico italiano (n. 1922)
- 2005 - Oscar Hold, calciatore e allenatore di calcio inglese (n. 1918)
- 2005 - Attilâ İlhan, scrittore turco (n. 1925)
- 2005 - Edward Szczepanik, politico e economista polacco (n. 1915)
- 2005 - Cor Veldhoen, calciatore olandese (n. 1939)
- 2006 - Jacques Sternberg, scrittore belga (n. 1923)
- 2007 - John Edwards, medico e biologo inglese (n. 1928)
- 2007 - Juca, allenatore di calcio e calciatore portoghese (n. 1929)
- 2007 - Sri Chinmoy, filosofo e poeta indiano (n. 1931)
- 2007 - Rauni Mollberg, regista, produttore cinematografico e attore finlandese (n. 1929)
- 2007 - Dino Raugi, politico e partigiano italiano (n. 1926)
- 2007 - Roy Rosenzweig, storico statunitense (n. 1950)
- 2007 - Werner von Trapp, cantante austriaco (n. 1915)
- 2008 - Vija Artmane, attrice e politica sovietica (n. 1929)
- 2008 - Alberto Borsari, armonicista italiano (n. 1964)
- 2008 - William Claxton, fotografo statunitense (n. 1927)
- 2008 - Raffaele Contigiani, architetto e pittore italiano (n. 1920)
- 2008 - Ramiro Fonte, poeta, scrittore e saggista spagnolo (n. 1957)
- 2008 - Jörg Haider, politico austriaco (n. 1950)
- 2008 - Neal Hefti, trombettista, compositore e arrangiatore statunitense (n. 1922)
- 2008 - Luciano Lucignani, regista, sceneggiatore e critico teatrale italiano (n. 1922)
- 2008 - Mihály Vörös, calciatore e allenatore di calcio ungherese (n. 1920)
- 2009 - Joan Martí Alanis, arcivescovo cattolico spagnolo (n. 1928)
- 2009 - Tommaso Berger, imprenditore italiano (n. 1929)
- 2009 - José Compagnucci, calciatore e allenatore di calcio argentino (n. 1917)
- 2009 - Veronika Neugebauer, doppiatrice, conduttrice radiofonica e attrice tedesca (n. 1968)
- 2010 - Tomislav Franjković, pallanuotista jugoslavo (n. 1931)
- 2011 - Roberta Cowell, aviatrice britannica (n. 1918)
- 2011 - Ion Diaconescu, politico rumeno (n. 1917)
- 2011 - Giuseppe Grossi, imprenditore italiano (n. 1947)
- 2011 - Freddie Gruber, batterista e insegnante statunitense (n. 1927)
- 2011 - Dino Zucchi, cestista italiano (n. 1927)
- 2012 - Maria Assunta Alexandroff Bassi, scrittrice italiana (n. 1925)
- 2012 - Pier Ugo Calzolari, ingegnere italiano (n. 1938)
- 2012 - Lorenzo D'Ambrosio, scenografo italiano (n. 1952)
- 2012 - Helmut Haller, calciatore tedesco (n. 1939)
- 2012 - Bob Hughes, nuotatore e pallanuotista statunitense (n. 1930)
- 2012 - Ernst Lindner, calciatore tedesco orientale (n. 1935)
- 2012 - Edgar Negret, scultore colombiano (n. 1920)
- 2012 - Aldo Pinchera, medico italiano (n. 1934)
- 2012 - Pietro Ribisi, mafioso italiano (n. 1951)
- 2013 - Natalino Di Giannantonio, politico italiano (n. 1922)
- 2013 - Aldo Massasso, attore italiano (n. 1933)
- 2013 - Alberto Presutti, politico, medico e chirurgo italiano (n. 1937)
- 2013 - Erich Priebke, militare e criminale di guerra tedesco (n. 1913)
- 2013 - Giorgio Upiglio, incisore italiano (n. 1932)
- 2013 - Rolf Wembstad, dirigente sportivo e calciatore norvegese (n. 1927)
- 2013 - María de Villota, pilota automobilistica spagnola (n. 1979)
- 2014 - Vittorino Canciani, presbitero, teologo e scrittore italiano (n. 1925)
- 2014 - Anita Cerquetti, soprano italiano (n. 1931)
- 2014 - Tanhum Cohen-Mintz, cestista israeliano (n. 1939)
- 2014 - Enzo Demattè, scrittore, saggista e poeta italiano (n. 1927)
- 2014 - Don Gauf, hockeista su ghiaccio canadese (n. 1927)
- 2014 - Carmelo Simeone, calciatore argentino (n. 1934)
- 2015 - Dean Chance, giocatore di baseball e dirigente sportivo statunitense (n. 1941)
- 2015 - Giuseppe Giovanniello, politico italiano (n. 1927)
- 2015 - Diana Sacayán, attivista argentina (n. 1975)
- 2016 - Patricia Barry, attrice statunitense (n. 1922)
- 2016 - Lars Huldén, scrittore, traduttore e linguista finlandese (n. 1926)
- 2016 - Charles Porter, mafioso e collaboratore di giustizia statunitense (n. 1933)
- 2016 - Vittorio Rossello, ciclista su strada italiano (n. 1926)
- 2016 - Teatao Teannaki, politico gilbertese (n. 1936)
- 2017 - Antonio Capitta, giornalista italiano (n. 1941)
- 2017 - Bruno Franzini, allenatore di calcio e calciatore italiano (n. 1938)
- 2017 - Giovanni Hautmann, psicoanalista italiano (n. 1927)
- 2017 - Clifford Husbands, politico barbadiano (n. 1926)
- 2017 - Andrea Nesti, calciatore italiano (n. 1937)
- 2018 - Paul Andreu, ingegnere, architetto e scrittore francese (n. 1938)
- 2018 - Fatos Arapi, poeta albanese (n. 1930)
- 2018 - Robert Orel Dean, militare e ufologo statunitense (n. 1929)
- 2018 - Doug Ellis, imprenditore inglese (n. 1924)
- 2018 - Milton Gendel, fotografo e critico d'arte statunitense (n. 1918)
- 2018 - Labinot Harbuzi, calciatore svedese (n. 1986)
- 2018 - Greg Stafford, autore di giochi e scrittore statunitense (n. 1948)
- 2019 - György Bakcsi, compositore di scacchi ungherese (n. 1933)
- 2019 - Robert Forster, attore statunitense (n. 1941)
- 2019 - John Giorno, poeta e attore statunitense (n. 1936)
- 2019 - Aleksej Archipovič Leonov, cosmonauta sovietico (n. 1934)
- 2019 - Alí Nakhjavani, religioso e insegnante azero (n. 1919)
- 2019 - Oriano Ripoli, politico italiano (n. 1923)
- 2019 - Ettore Spalletti, pittore e scultore italiano (n. 1940)
- 2020 - Vigdis Bente Mørdre, fondista norvegese (n. 1954)
- 2020 - Fernando Lopes, nuotatore angolano (n. 1964)
- 2020 - Ângelo Martins, calciatore portoghese (n. 1930)
- 2020 - Donald Pellmann, atleta statunitense (n. 1915)
- 2021 - Tony DeMarco, pugile statunitense (n. 1932)
- 2021 - Bernd Fasching, pittore e scultore austriaco (n. 1955)
- 2021 - George W. Knight, pastore protestante, teologo e biblista statunitense (n. 1931)
- 2021 - Olav Nilsen, calciatore norvegese (n. 1942)
- 2021 - Elio Pandolfi, attore e doppiatore italiano (n. 1926)
- 2021 - Alex Pedrazzini, politico e militare svizzero (n. 1951)
- 2022 - Enrico Cannata, calciatore italiano (n. 1953)
- 2022 - Angela Lansbury, attrice britannica (n. 1925)
- 2022 - Victor Steeman, pilota motociclistico olandese (n. 2000)
- 2023 - Martin Aigner, matematico austriaco (n. 1942)
- 2023 - Phyllis Coates, attrice statunitense (n. 1927)
- 2023 - Margarita Trajanova, danzatrice bulgara (n. 1939)
- 2024 - Fleur Adcock, poetessa neozelandese (n. 1934)
- 2024 - Thomas Astan, attore, regista teatrale e religioso tedesco (n. 1942)
- 2024 - Kevin Bowring, rugbista a 15, allenatore di rugby a 15 e dirigente sportivo gallese (n. 1954)
- 2024 - Roger Browne, attore statunitense (n. 1930)
- 2024 - Mario Morra, montatore, regista e sceneggiatore italiano (n. 1935)
- 2024 - Branko Rašović, calciatore jugoslavo (n. 1942)
- 2024 - Vicente Juan Segura, vescovo cattolico spagnolo (n. 1955)

## Senza anno specificato(1)
- Charles Romain Latellier-Valezé, generale francese (n. 1812)